# Lijst van eindstanden van de Eredivisie
Hier is een overzicht van de officiële eindstanden van de seizoenen 1956/57 t/m 2024/25 in de Eredivisie.

## Lijst

### 1956/1957 - 1958/1959
| 1956/57 | 1957/58 | 1958/59 |
| --- | --- | --- |
| Ajax Fortuna '54 SC Enschede MVV PSV Feyenoord VVV Sparta NAC DOS Rapid JC NOAD BVC Amsterdam GVAV BVV Elinkwijk Willem II Eindhoven | DOS SC Enschede Ajax Fortuna '54 MVV ADO VVV NAC Sparta PSV Feyenoord Rapid JC Blauw Wit BVC Amsterdam NOAD GVAV Elinkwijk BVV | Sparta Rapid JC Fortuna '54 DOS Feyenoord Ajax SC Enschede MVV VVV PSV NAC Elinkwijk ADO Blauw Wit DWS/A Willem II NOAD SHS |

### 1959/1960 - 1963/1964
| 1959/60 | 1960/61 | 1961/62 | 1962/63 | 1963/64 |
| --- | --- | --- | --- | --- |
| Ajax Feyenoord PSV DOS NAC VVV Sparta Willem II SC Enschede DWS/A Rapid JC ADO MVV Fortuna '54 Elinkwijk Blauw Wit RKSV Volendam Sittardia | Feyenoord Ajax VVV Sparta DOS GVAV PSV DWS/A NAC Willem II ADO SC Enschede Rapid JC MVV Fortuna '54 Elinkwijk Alkmaar NOAD | Feyenoord PSV Blauw Wit Ajax NAC MVV FC Volendam Willem II Sparta DOS De Volewijckers Fortuna '54 GVAV SC Enschede ADO DWS/A VVV Rapid JC | PSV Ajax Sparta Feyenoord SC Enschede NAC DOS GVAV MVV ADO Blauw Wit Fortuna '54 RKSV Volendam Heracles Willem II De Volewijckers | DWS PSV SC Enschede Feyenoord Ajax NAC Fortuna '54 GVAV DOS ADO MVV Go Ahead Heracles Sparta Blauw Wit RKSV Volendam |

### 1964/1965 - 1968/1969
| 1964/65 | 1965/66 | 1966/67 | 1967/68 | 1968/69 |
| --- | --- | --- | --- | --- |
| Feyenoord DWS ADO PSV Sparta Fortuna '54 SC Enschede MVV Heracles Telstar Go Ahead DOS Ajax GVAV Sittardia NAC | Ajax Feyenoord ADO DWS Go Ahead GVAV Sparta PSV Fortuna '54 Willem II FC Twente DOS Telstar Elinkwijk MVV Heracles | Ajax Feyenoord Sparta ADO Go Ahead PSV Sittardia DWS GVAV Xerxes MVV NAC FC Twente Fortuna '54 DOS Telstar Elinkwijk Willem II | Ajax Feyenoord Go Ahead ADO Sparta GVAV Xerxes/DHC FC Twente DWS NEC Telstar RKSV Volendam MVV PSV NAC DOS Fortuna '54 Sittardia | Feyenoord Ajax FC Twente Go Ahead PSV ADO NAC Sparta DWS Holland Sport GVAV NEC MVV Telstar RKSV Volendam AZ '67 DOS Fortuna SC |

### 1969/1970 - 1973/1974
| 1969/70 | 1970/71 | 1971/72 | 1972/73 | 1973/74 |
| --- | --- | --- | --- | --- |
| Ajax Feyenoord PSV FC Twente Sparta ADO Go Ahead MVV Holland Sport NAC NEC AZ '67 Haarlem Telstar DWS DOS GVAV SVV | Feyenoord Ajax ADO PSV FC Twente Sparta Go Ahead NEC FC Utrecht RKSV Volendam Telstar DWS MVV NAC Holland Sport Excelsior AZ '67 Haarlem | Ajax Feyenoord FC Twente Sparta FC Den Haag FC Utrecht NEC PSV Go Ahead MVV Telstar FC Groningen NAC DWS Excelsior FC Den Bosch RKSV Volendam Vitesse | Ajax Feyenoord FC Twente Sparta FC Den Haag PSV MVV FC Utrecht NEC FC Amsterdam Haarlem Telstar FC Groningen Go Ahead Eagles AZ '67 NAC Excelsior FC Den Bosch | Feyenoord FC Twente Ajax PSV FC Amsterdam Telstar AZ '67 Sparta FC Utrecht Go Ahead Eagles MVV Haarlem FC Den Haag De Graafschap Roda JC NAC NEC FC Groningen |

### 1974/1975 - 1978/1979
| 1974/75 | 1975/76 | 1976/77 | 1977/78 | 1978/79 |
| --- | --- | --- | --- | --- |
| PSV Feyenoord Ajax FC Twente AZ '67 Sparta Telstar Roda JC FC Amsterdam FC Den Haag MVV Go Ahead Eagles De Graafschap Excelsior FC Utrecht NAC Haarlem Wageningen | PSV Feyenoord Ajax FC Twente AZ '67 FC Den Haag NEC Roda JC Telstar Sparta NAC De Graafschap Go Ahead Eagles FC Utrecht Eindhoven FC Amsterdam MVV Excelsior | Ajax PSV AZ '67 Feyenoord Roda JC FC Utrecht Sparta NAC FC Twente FC Den Haag Go Ahead Eagles Haarlem VVV Telstar FC Amsterdam NEC Eindhoven De Graafschap | PSV Ajax AZ '67 FC Twente Sparta Roda JC RKSV Volendam FC Utrecht Vitesse Feyenoord NAC FC Den Haag Haarlem VVV NEC Go Ahead Eagles FC Amsterdam Telstar | Ajax Feyenoord PSV AZ '67 Roda JC Sparta FC Den Haag PEC Zwolle Go Ahead Eagles NAC MVV FC Twente FC Utrecht Vitesse NEC Haarlem FC Volendam VVV |

### 1979/1980 - 1983/1984
| 1979/80 | 1980/81 | 1981/82 | 1982/83 | 1983/84 |
| --- | --- | --- | --- | --- |
| Ajax AZ '67 PSV Feyenoord FC Utrecht FC Twente Roda JC Willem II Excelsior FC Den Haag MVV Go Ahead Eagles Sparta PEC Zwolle NEC NAC Vitesse Haarlem | AZ '67 Ajax FC Utrecht Feyenoord PSV FC Twente Sparta MVV PEC Zwolle Willem II Roda JC Go Ahead Eagles NAC FC Den Haag FC Groningen NEC Excelsior FC Wageningen | Ajax PSV AZ '67 Haarlem FC Utrecht Feyenoord FC Groningen Sparta Roda JC Go Ahead Eagles NAC FC Twente NEC Willem II PEC Zwolle MVV FC Den Haag De Graafschap | Ajax Feyenoord PSV Sparta FC Groningen Roda JC Haarlem Fortuna Sittard Excelsior FC Utrecht AZ '67 Go Ahead Eagles PEC Zwolle Willem II Helmond Sport FC Twente NAC NEC | Feyenoord PSV Ajax Haarlem Sparta AZ '67 FC Groningen FC Utrecht Roda JC FC Den Bosch Go Ahead Eagles Fortuna Sittard Excelsior PEC Zwolle FC Volendam Helmond Sport Willem II DS '79 |

### 1984/1985 - 1988/1989
| 1984/85 | 1985/86 | 1986/87 | 1987/88 | 1988/89 |
| --- | --- | --- | --- | --- |
| Ajax PSV Feyenoord Sparta FC Groningen FC Den Bosch Fortuna Sittard FC Twente Haarlem FC Utrecht Roda JC Excelsior AZ '67 MVV Go Ahead Eagles FC Volendam NAC PEC Zwolle | PSV Ajax Feyenoord FC Groningen Roda JC FC Den Bosch Sparta Fortuna Sittard AZ '67 Go Ahead Eagles Haarlem FC Utrecht VVV FC Twente Excelsior MVV NEC SC Heracles | PSV Ajax Feyenoord Roda JC VVV FC Utrecht FC Twente Sparta Fortuna Sittard FC Den Bosch PEC Zwolle Haarlem FC Groningen FC Den Haag AZ '67 Go Ahead Eagles Veendam Excelsior | PSV Ajax FC Twente Willem II VVV Feyenoord FC Den Bosch Fortuna Sittard Haarlem FC Utrecht FC Groningen Sparta PEC Zwolle FC Volendam Roda JC AZ FC Den Haag DS '79 | PSV Ajax FC Twente Feyenoord Roda JC FC Groningen BVV Den Bosch Fortuna Sittard FC Volendam Haarlem RKC Sparta FC Utrecht MVV Willem II PEC Zwolle VVV Veendam |

### 1989/1990 - 1993/1994
| 1989/90 | 1990/91 | 1991/92 | 1992/93 | 1993/94 |
| --- | --- | --- | --- | --- |
| Ajax PSV FC Twente Vitesse Roda JC FC Volendam Fortuna Sittard FC Groningen FC Den Haag RKC Feyenoord Sparta Willem II FC Utrecht NEC MVV BVV Den Bosch Haarlem | PSV Ajax FC Groningen FC Utrecht Vitesse FC Twente RKC Feyenoord FC Volendam Roda JC Willem II Fortuna Sittard Sparta FC Den Haag MVV SVV SC Heerenveen NEC | PSV Ajax Feyenoord Vitesse FC Groningen MVV Sparta Roda JC FC Twente RKC FC Utrecht Willem II FC Volendam Fortuna Sittard SVV/Dordrecht'90 FC Den Haag De Graafschap VVV | Feyenoord PSV Ajax Vitesse FC Twente FC Volendam MVV FC Utrecht RKC Willem II Roda JC FC Groningen Sparta Cambuur Leeuwarden Go Ahead Eagles Fortuna Sittard FC Den Bosch SVV/Dordrecht'90 | Ajax Feyenoord PSV Vitesse FC Twente Roda JC NAC Willem II Sparta MVV FC Volendam Go Ahead Eagles SC Heerenveen FC Groningen FC Utrecht RKC VVV Cambuur Leeuwarden |

### 1994/1995 - 1998/1999
| 1994/95 | 1995/96 | 1996/97 | 1997/98 | 1998/99 |
| --- | --- | --- | --- | --- |
| Ajax Roda JC PSV Feyenoord FC Twente Vitesse Willem II RKC SC Heerenveen NAC FC Volendam FC Utrecht FC Groningen Sparta NEC MVV Go Ahead Eagles Dordrecht' 90 | Ajax PSV Feyenoord Roda JC Vitesse Sparta SC Heerenveen NAC FC Groningen FC Twente RKC Willem II Fortuna Sittard De Graafschap FC Utrecht FC Volendam NEC Go Ahead Eagles | PSV Feyenoord FC Twente Ajax Vitesse Roda JC SC Heerenveen De Graafschap NAC FC Groningen Fortuna Sittard FC Utrecht Sparta FC Volendam Willem II RKC NEC AZ | Ajax PSV Vitesse Feyenoord Willem II SC Heerenveen Fortuna Sittard NEC FC Twente FC Utrecht De Graafschap NAC Sparta Roda JC MVV RKC Waalwijk FC Groningen FC Volendam | Feyenoord Willem II PSV Vitesse Roda JC Ajax SC Heerenveen FC Twente AZ Fortuna Sittard NEC FC Utrecht De Graafschap MVV Cambuur Leeuwarden RKC Waalwijk Sparta NAC |

### 1999/2000 - 2003/2004
| 1999/00 | 2000/01 | 2001/02 | 2002/03 | 2003/04 |
| --- | --- | --- | --- | --- |
| PSV sc Heerenveen Feyenoord Vitesse Ajax FC Twente AZ Roda JC Willem II FC Utrecht RKC Waalwijk Fortuna Sittard Sparta R'dam De Graafschap N.E.C. MVV Cambuur-Leeuwarden FC Den Bosch | PSV Feyenoord Ajax Roda JC FC Utrecht Vitesse RKC Waalwijk Willem II NAC Breda sc Heerenveen FC Twente N.E.C. AZ FC Groningen De Graafschap Fortuna Sittard Sparta R'dam RBC Roosendaal | Ajax PSV Feyenoord sc Heerenveen Vitesse NAC Breda FC Utrecht RKC Waalwijk N.E.C. AZ Willem II FC Twente Roda JC De Graafschap FC Groningen FC Den Bosch Sparta R'dam Fortuna Sittard | PSV Ajax Feyenoord NAC Breda N.E.C. Roda JC sc Heerenveen FC Utrecht RKC Waalwijk AZ Willem II FC Twente RBC Roosendaal Vitesse FC Groningen FC Zwolle Excelsior De Graafschap | Ajax PSV Feyenoord sc Heerenveen AZ Roda JC Willem II FC Twente NAC Breda FC Utrecht RKC Waalwijk RBC Roosendaal FC Groningen N.E.C. ADO Den Haag Vitesse FC Volendam FC Zwolle |

### 2004/2005 - 2008/2009
Vanaf het seizoen 2005/06 wordt de competitie afgesloten met de play-offs. Na de play-offs maakt de KNVB een nieuw eindklassement op dat kan afwijken van de stand na de reguliere competitie. Deze tabel bevat het uiteindelijke klassement.
| 2004/05 | 2005/06 | 2006/07 | 2007/08 | 2008/09 |
| --- | --- | --- | --- | --- |
| PSV Ajax AZ Feyenoord sc Heerenveen FC Twente Vitesse Roda JC RKC Waalwijk Willem II FC Utrecht FC Groningen N.E.C. ADO Den Haag NAC Breda RBC Roosendaal De Graafschap FC Den Bosch | PSV Ajax FC Groningen AZ Feyenoord sc Heerenveen FC Twente FC Utrecht Roda JC Vitesse N.E.C. RKC Waalwijk Heracles Almelo Sparta R'dam ADO Den Haag NAC Breda Willem II RBC Roosendaal | PSV Ajax AZ FC Twente sc Heerenveen FC Groningen FC Utrecht Roda JC Feyenoord Vitesse N.E.C. NAC Breda Sparta R'dam Heracles Almelo Willem II Excelsior RKC Waalwijk ADO Den Haag | PSV FC Twente Ajax sc Heerenveen N.E.C. Feyenoord NAC Breda FC Groningen Roda JC FC Utrecht AZ Vitesse Sparta R'dam Heracles Almelo Willem II De Graafschap VVV-Venlo Excelsior | AZ FC Twente Ajax PSV sc Heerenveen NAC Breda FC Groningen Feyenoord FC Utrecht Vitesse N.E.C. Willem II Sparta R'dam ADO Den Haag Heracles Almelo Roda JC De Graafschap FC Volendam |

### 2009/2010 - 2013/2014
| 2009/10 | 2010/11 | 2011/12 | 2012/13 | 2013/14 |
| --- | --- | --- | --- | --- |
| FC Twente Ajax PSV Feyenoord AZ FC Utrecht Roda JC Heracles Almelo FC Groningen NAC Breda sc Heerenveen VVV-Venlo N.E.C. Vitesse ADO Den Haag Sparta R'dam Willem II RKC Waalwijk | Ajax FC Twente PSV AZ ADO Den Haag FC Groningen Roda JC Heracles Almelo FC Utrecht Feyenoord N.E.C. sc Heerenveen NAC Breda De Graafschap Vitesse Excelsior VVV-Venlo Willem II | Ajax Feyenoord PSV AZ sc Heerenveen Vitesse RKC Waalwijk FC Twente N.E.C. Roda JC FC Utrecht Heracles Almelo NAC Breda FC Groningen ADO Den Haag VVV-Venlo De Graafschap Excelsior | Ajax PSV Feyenoord Vitesse FC Utrecht FC Twente FC Groningen sc Heerenveen ADO Den Haag AZ PEC Zwolle Heracles Almelo NAC Breda RKC Waalwijk N.E.C. Roda JC VVV-Venlo Willem II | Ajax Feyenoord FC Twente PSV FC Groningen AZ sc Heerenveen Vitesse ADO Den Haag FC Utrecht PEC Zwolle SC Cambuur Go Ahead Eagles Heracles Almelo NAC Breda RKC Waalwijk N.E.C. Roda JC |

### 2014/2015 - 2018/2019
| 2014/15 | 2015/16 | 2016/17 | 2017/18 | 2018/19 |
| --- | --- | --- | --- | --- |
| PSV Ajax AZ Feyenoord Vitesse sc Heerenveen PEC Zwolle FC Groningen Willem II FC Twente FC Utrecht SC Cambuur ADO Den Haag Heracles Almelo Excelsior NAC Breda Go Ahead Eagles FC Dordrecht | PSV Ajax Feyenoord AZ Heracles Almelo FC Utrecht FC Groningen PEC Zwolle Vitesse N.E.C. ADO Den Haag sc Heerenveen FC Twente Roda JC Excelsior Willem II De Graafschap SC Cambuur | Feyenoord Ajax PSV FC Utrecht Vitesse AZ FC Twente FC Groningen sc Heerenveen Heracles Almelo ADO Den Haag Excelsior Willem II PEC Zwolle Sparta R'dam Roda JC N.E.C. Go Ahead Eagles | PSV Ajax AZ Feyenoord Vitesse FC Utrecht ADO Den Haag sc Heerenveen PEC Zwolle Heracles Almelo Excelsior FC Groningen Willem II NAC Breda VVV-Venlo Roda JC Sparta R'dam FC Twente | Ajax PSV Feyenoord AZ Vitesse FC Utrecht Heracles Almelo FC Groningen ADO Den Haag Willem II sc Heerenveen VVV-Venlo PEC Zwolle FC Emmen Fortuna Sittard Excelsior De Graafschap NAC Breda |

### 2019/2020 - 2023/2024
| 2019/20 | 2020/21 | 2021/22 | 2022/23 | 2023/24 |
| --- | --- | --- | --- | --- |
| Ajax AZ Feyenoord PSV Willem II FC Utrecht Vitesse Heracles Almelo FC Groningen sc Heerenveen Sparta Rotterdam FC Emmen VVV-Venlo FC Twente PEC Zwolle Fortuna Sittard ADO Den Haag RKC Waalwijk | Ajax PSV AZ Vitesse Feyenoord FC Utrecht FC Groningen Sparta Rotterdam Heracles Almelo FC Twente Fortuna Sittard sc Heerenveen PEC Zwolle Willem II RKC Waalwijk FC Emmen VVV-Venlo ADO Den Haag | Ajax PSV Feyenoord FC Twente AZ Vitesse FC Utrecht sc Heerenveen SC Cambuur RKC Waalwijk N.E.C. FC Groningen Go Ahead Eagles Sparta Rotterdam Fortuna Sittard Heracles Almelo Willem II PEC Zwolle | Feyenoord PSV Ajax AZ FC Twente Sparta Rotterdam FC Utrecht sc Heerenveen RKC Waalwijk Vitesse Go Ahead Eagles N.E.C. Fortuna Sittard FC Volendam Excelsior FC Emmen SC Cambuur FC Groningen | PSV Feyenoord FC Twente AZ Ajax N.E.C. FC Utrecht Sparta Rotterdam Go Ahead Eagles Fortuna Sittard sc Heerenveen PEC Zwolle Almere City FC Heracles Almelo RKC Waalwijk Excelsior Rotterdam FC Volendam Vitesse |

### 2024/2025 - 2028/2029
| 2024/25 | 2025/26 |
| --- | ------- |
| PSV Ajax Feyenoord FC Utrecht AZ FC Twente Go Ahead Eagles N.E.C. sc Heerenveen PEC Zwolle Fortuna Sittard Sparta Rotterdam FC Groningen Heracles Almelo NAC Breda Willem II RKC Waalwijk Almere City FC |         |